# Wolf Records (blues)
Wolf Records is een Oostenrijks platenlabel dat blues uitbrengt. Het label kwam in 1982 voort uit de Vienna Blues Fan Club, die sinds 1974 bluesmuzikanten uit Amerika naar Oostenrijk haalde voor optredens. Van deze optredens werden op een gegeven moment de hoogtepunten op de televisie uitgezonden en ook werden een paar platen uitgebracht. Vier clubleden begonnen Wolf Records met de bedoeling oude country- en bluesopnames uit de jaren dertig en veertig opnieuw uit te brengen, alsook met nieuwe Chicago bluesplaten te komen. Successen waren er dankzij enkele albums van Magic Slim en zijn groep The Teardrops. In 1990 ging Wolf ook tournees organiseren met artiesten uit diens stal. Verschillende platen werden onderscheiden met een prijs. Zo kregen enkele albums van Magic Slim een W. C. Handy Award en was er een Living Blues Award voor een plaat van Vance Kelly. Naast 'buitenlandse' musici heeft het label ook aandacht voor lokaal en Europees talent. Een van de uitgegeven platen is een album met 'Oostenrijkse blues', onder meer van Hans Theessink, en ook van bijvoorbeeld Dana Gillespie is werk uitgebracht.
Musici die op het label uitkwamen zijn onder meer Howlin' Wolf, Jack Owens, Eddie C. Campbell, Al Cook, Robert Pete Williams, Big Joe Williams, Eddie Taylor, Frank Edwards, Nate Turner, John Primer en Big Bill Broonzy.